# Desmidiales
Desmidiales es un orden de algas verdes, comprende unos 40 géneros y 5,000 a 6,000 especies, que se encuentran principalmente en agua dulce. La mayoría son unicelulares y se divide en dos compartimientos por un istmo.
Asume una variedad de alta simetría, proporcionando la base para su clasificación. Cada compartimento tiene un cloroplasto. Ninguno flagelo. La reproducción sexual se produce a través del proceso de conjugación, que también se produce en el orden Zygnematales.
Estos dos grupos están estrechamente relacionados y pueden unirse en la división Gamophyta. Desmidaless se tratan a veces como miembro de Zygnematales, pero generalmente se le da un orden distinto.